# 諏訪務
諏訪 務（すわ つとむ、1892年〈明治25年〉9月12日 - 1979年〈昭和54年〉6月5日）は、日本の外交官、朝鮮総督府官僚。

## 経歴
山形県出身。1917年（大正6年）に東京帝国大学法科大学独法科を卒業し、高等文官試験にも合格した。富山税務署長を経て、1920年（大正9年）に外務事務官に転じ、条約局第一課・臨時平和条約事務局勤務、三等書記官、二等書記官、メダン領事館勤務、トルコ公使館一等書記官、オーストリア公使館一等書記官、ハンガリー公使館一等書記官を歴任した。
その後、朝鮮総督府に移り、外事部長、専売局長を務め、1942年（昭和17年）に退官した。

## 親族
- 湯浅倉平 - 妻の父[1]。内大臣・宮内大臣。

## 栄典
- 1940年（昭和15年）8月15日 - 紀元二千六百年祝典記念章[3]